# 武生中央公園
武生中央公園（たけふちゅうおうこうえん）は、福井県越前市高瀬二丁目にある運動公園。

## 概要
1952年（昭和27年）、当時の武生市で開催された第1回「たけふ菊人形」の会場として整備されたもので、同年10月18日に都市計画が決定された。その後、敷地内には陸上競技場や野球場、水泳場や庭球場、弓道場や体育館などが整備され、文化施設も設置。さらに各種の遊具も置かれるなどして1971年（昭和46年）3月31日に供用開始。
毎年5月には「ちびっ子フェスティバル」が、10月から11月にかけては「たけふ菊人形」が催されており、多くの来場者を集める。
2018年（平成30年）に開催された第73回国民体育大会（福井しあわせ元気国体）の会場のひとつとして、一部施設の移転などを含めた再整備計画が進められ、福井しあわせ元気国体の開催前年2017年にリニューアルが完成した。
2020年（令和2年）秋～2021年（令和3年）春には「第70回たけふ菊人形」開催のため、屋内展示場のリニューアル工事を実施した。
また2021年（令和3年）〜2022年（令和4年）には武生中央公園遊具リニューアル工事を実施し、老朽化した観覧車を取り壊して新しい遊具を新設した。また、他の遊具のデザイン変更・リニューアルを行った。
2024年（令和6年）2月23日から12月30日まで、屋内催事場の「まさかりどんの館」の「しきぶきぶんミュージアム」内に『光る君へ』大河ドラマ館が開館していた。

## 園内
太字は、2017年のリニューアルに伴って整備された施設、あるいは新たに開業した施設を表す（リニューアル以降に開業した施設も含む）。
2022年の再整備により旧武生中央公園水泳場（1968年築）があった南西の一帯（約8,500平方メール）がPERKY AREA（パーキーエリア）として整備され、広場の愛称もPERKY GARDEN（パーキーガーデン）となった。

### 運動施設
- PERKY HOUSE（パーキーハウス） - 2022年2月竣工[10]
  - 武生中央公園温水プール - 2022年3月6日オープン[10]
  - fitnexus24武生中央公園（スポーツジム）[10]
  - 武生あそびマーレ（遊戯施設）[10]
- 庭球場（1967年度築[11]）
- 武生中央公園総合体育館 - 1968年竣工であったが、老朽化により建て替えした施設。建て替えに伴い、名称を「武生中央公園総合体育館」に改称[12]。また、同時に命名権を導入し、市内に本社を置くアイシン・エィ・ダブリュ工業（アイシンの子会社）が取得し愛称を「越前市AW-Iスポーツアリーナ」とした[13]。
- 弓道場（1971年度築[11]）
- 多目的グラウンド（1954年度築[11]）

### 文化施設
- 越前市中央図書館
- 越前市文化センター
- 武生勤労青少年ホーム
- 越前市青年センター

### その他の施設
- だるまちゃん広場 - 旧野球場を廃止し遊具を新設。越前市出身の作家かこさとしが監修し、かこの絵本『だるまちゃん』シリーズや『からすのパンやさん』をモチーフとしている[12][14]。
- パピプペポー広場 - たけふ菊人形期間中に稼働するモノレール周辺の広場。かこが監修しており、自身の絵本『パピプペポーおんがくかい』や『にんじんばたけのパピプペポ』をモチーフとしている。
- コウノトリ広場 - 越前市にゆかりのあるコウノトリとかこの絵本『コウノトリのコウちゃん』をモチーフとしている。
- かみなりちゃんのおうち・ごはんカフェはぐもぐ - 越前市文化センター中ホールを取り壊し新たに整備[15]。前者は多目的施設で遊具を設置している。前述の3施設と同様かこが監修している[15]。後者は飲食スペースとなっている[15]。
- スターバックス武生中央公園店[16] - 福井県内では初めてとなる公園の店舗で、2018年9月21日にオープン[17]。店内から公園を見渡せるロケーションとなっており、ドライブスルーを採用した店舗でカウンターの天井には越前和紙を使用している[17]。

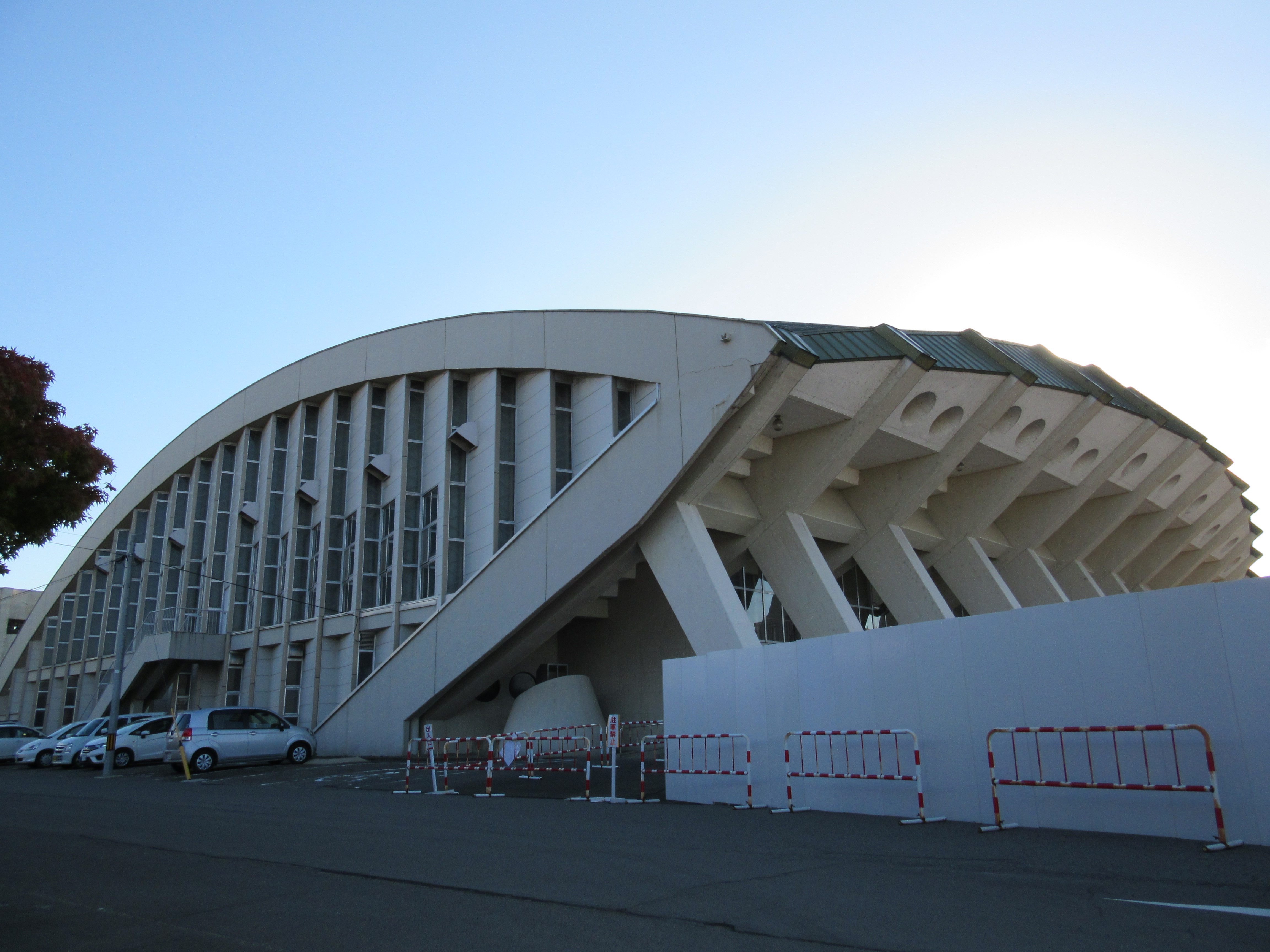
旧 武生中央公園体育館（現存せず）
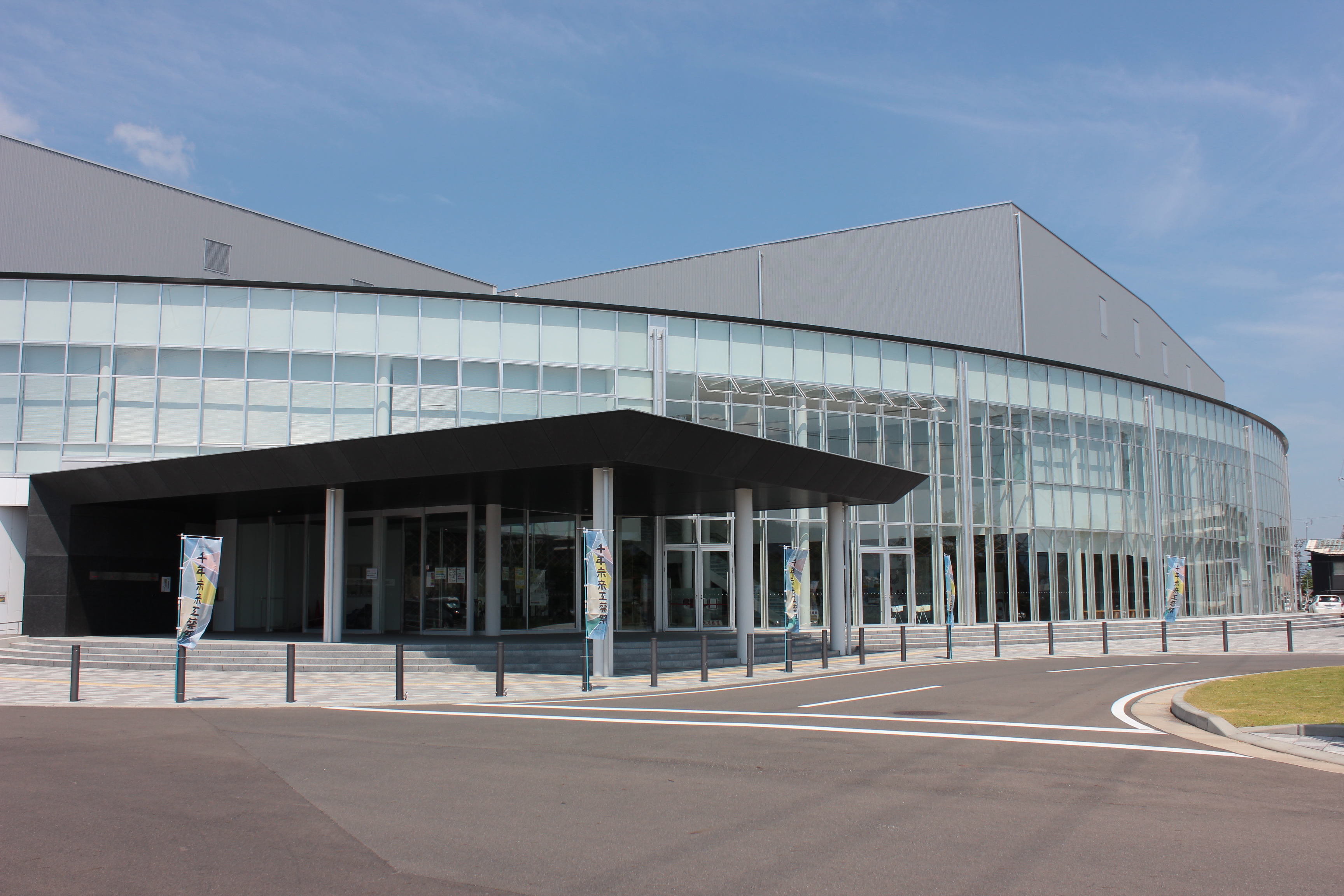
2017年に竣工した武生中央公園総合体育館
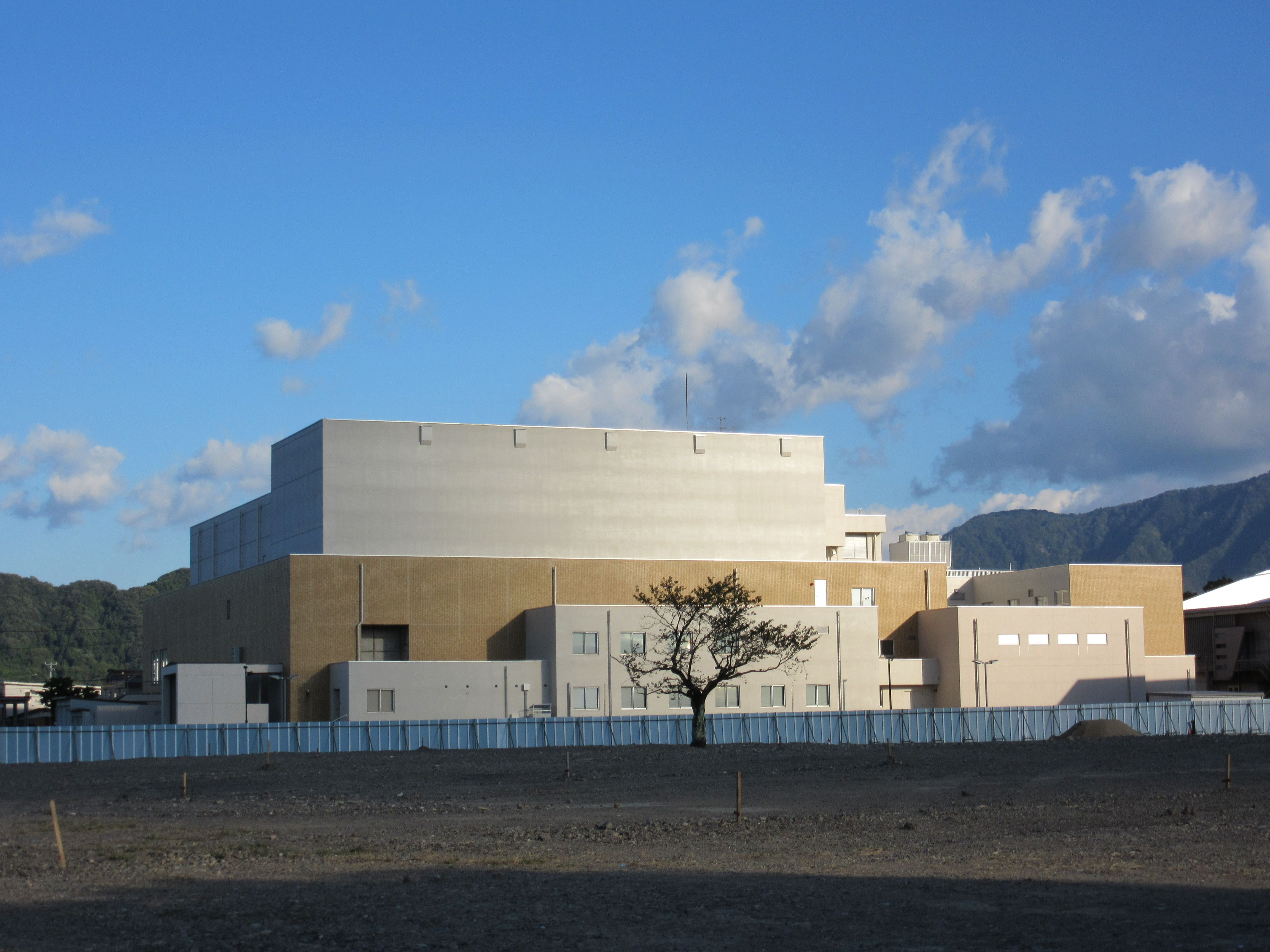
越前市文化センター（2015年）、手前の公園は改修中
越前市文化センター（2018年）
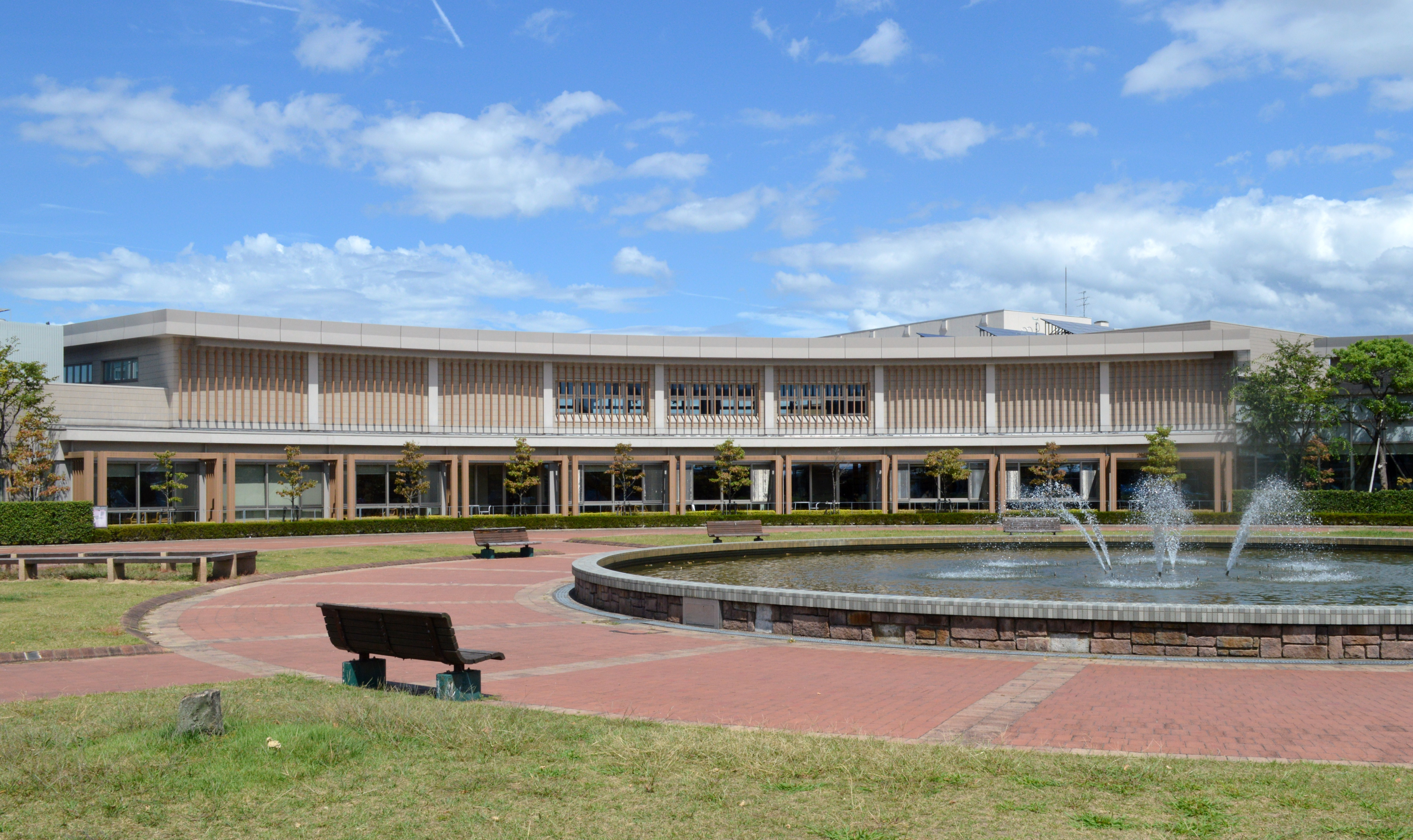
越前市中央図書館
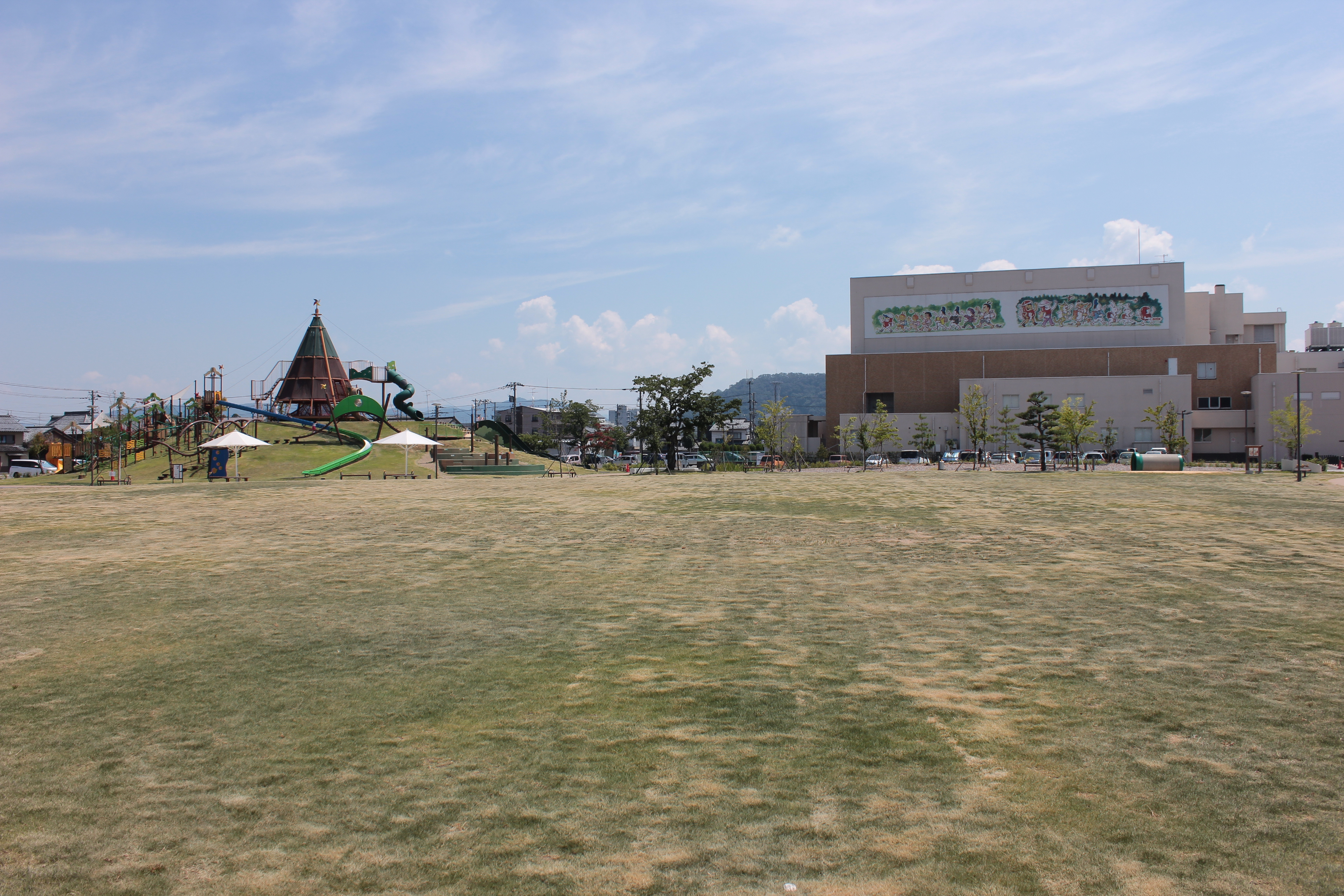
だるまちゃん広場
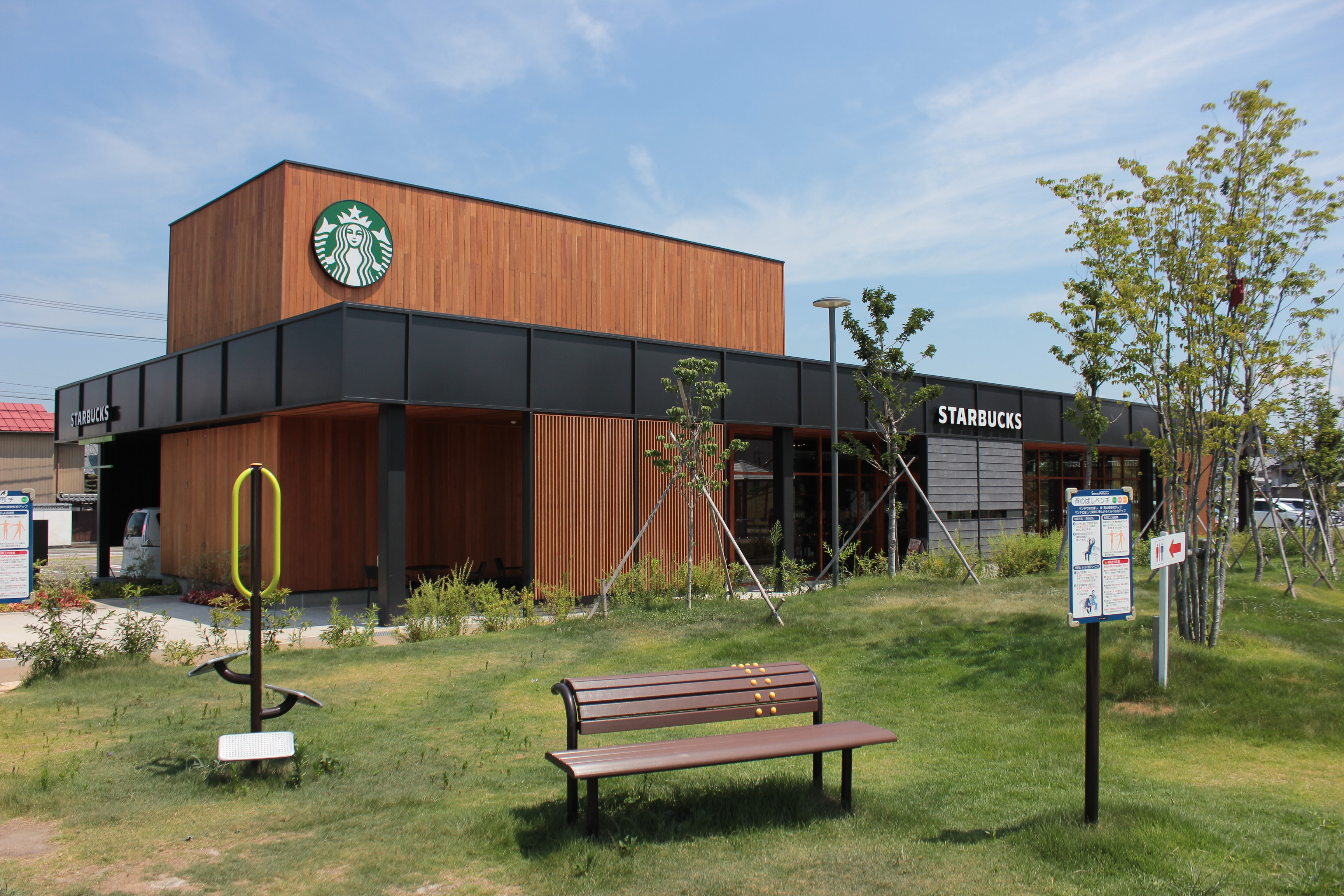
スターバックス武生中央公園店

## 指定管理者
2019年4月1日より、越前パークス（越前パークマネジメント共同事業体）が指定管理者として公園管理を行っている。

## 会場となっている催事
福井しあわせ元気国体
- 武生中央公園総合体育館（越前市AW-Iスポーツアリーナ）：フェンシング、シルバーソフトバレーボール（デモンストレーションスポーツ）
- 庭球場：ソフトテニス

武生国際音楽祭
- 越前市文化センター

## 観覧車の設置と廃止

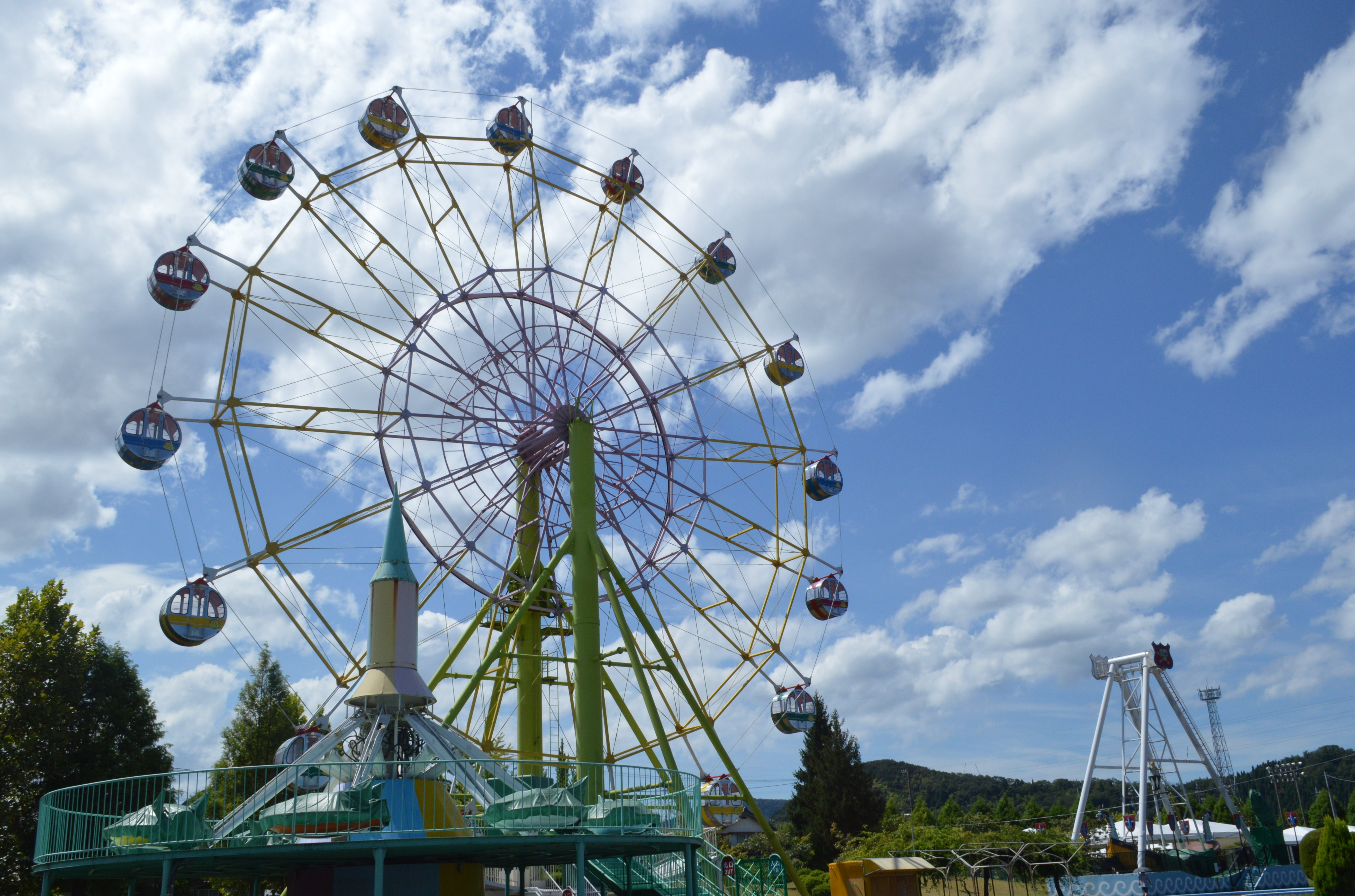
武生中央公園内の観覧車

大型遊具として1978年（昭和53年）には観覧車が設置された。なお、この観覧車設置以前にはさらに小さな観覧車が置かれていた。
1978年に設置された観覧車はゴンドラ16基、最頂部までの高さ38m、直径32mで、機器更新を繰り返しながら、最終的には福井県で唯一の観覧車となり、たけふ菊人形期間中及び大型連休期間中に限定して稼働されるようになった。
2020年度の越前市による大型遊具の老朽化対策の検討で、2021年中に観覧車は廃止されることになった。観覧車廃止後は支柱部分を残して新たなシンボルとなる遊具を2022年度までに整備する方針である。

## アクセス
- 福井鉄道福武線 たけふ新駅、ハピラインふくい線 武生駅から
  - 福井鉄道（福鉄バス）南越線「シピィ」行きにて「菊人形前」下車。
  - 越前市市民バス「のろっさ」- 市街地循環北ルート、市街地循環南ルートほかで「だるまちゃん広場・菊人形前」下車。※日曜・年末年始運休
  - 徒歩約20 - 25分
  - 催事規模によってはこれらの駅や北陸新幹線 越前たけふ駅から臨時バスあり。
- E8 北陸自動車道 武生ICから約5 km。